# Walter Burkert
Walter Burkert (2 de fevereiro de 1931, Neuendettelsau, Baviera - 11 de março de 2015, Zurique, Suiça), estudioso alemão da mitologia e dos cultos gregos, foi professor emérito da Universidade de Zurique, Suíça, e também lecionou no Reino Unido e nos Estados Unidos da América. Também influenciou muitas gerações de estudantes de religião desde a década de 1960, combinando as descobertas modernas da arqueologia e epigrafia com o trabalho de poetas, historiadores e filósofos. Ele publicou livros sobre o equilíbrio entre sabedoria tradicional e ciência entre os seguidores de Pitágoras, e mais amplamente sobre ritual e sobrevivência de cultos arcaicos, sobre o assassinato ritual no núcleo da religião, sobre religiões de mistério e sobre a recepção no mundo grego do Oriente Próximo e da cultura persa, a qual estabelece a religião grega em seu contexto egeu e oriental mais amplo.

## Obras
- Homo necans: Interpretationen Altgriechischer Opferriten und Mythen. Berlim: De Gruyter. 1972. ISBN 3-11-003875-7
  - Homo necans: Antropologia del Sacrificio Cruento nella Grecia Antica. trad. Francesco Bertolini. Turin: Boringhieri. 1981. ISBN 88-339-5114-6
  - Homo necans: The Anthropology of Ancient Greek Sacrificial Ritual and Myth. trad. Peter Bing. Berkeley: University of California Press. 1983. ISBN 0-520-03650-6
- Structure and History in Greek Mythology and Ritual. Berkeley: University of California Press. 1979. ISBN 0-520-03771-5
- Greek Religion. trad. John Raffan. Cambridge, Mass.: Harvard University Press. 1985. ISBN 0-674-36280-2
- Ancient Mystery Cults. Cambridge, Mass.: Harvard University Press. 1987. ISBN 0-674-03386-8
- The Orientalizing Revolution: Near Eastern Influence on Greek Culture in the Early Archaic Age. trans. Margaret E. Pinder. Cambridge, Mass.: Harvard University Press. 1992. ISBN 0-674-64363-1
- Savage Energies: Lessons of Myth and Ritual in Ancient Greece. trans. Peter Bing. Chicago: University of Chicago Press. 2001. ISBN 0-226-08085-4
- Babylon, Memphis, Persepolis: Eastern Contexts of Greek Culture. Cambridge, Mass.: Harvard University Press. 2004. ISBN 0-674-01489-8

### Alguns artigos de Walter Burkert
- Das hunderttorige Theben und die Datierung des Ilias in Wiener Studien, vol. 89 (1976), pp. 5-21.
- Kynaithos, Polycrates and the Homeric Hymn to Apollo em Arktouros: Hellenic studies presented to B. M. W. Knox, ed. G. W. Bowersock, W. Burkert, M. C. J. Putnam. Berlim: De Gruyter, 1979, pp. 53-62.
- Lydia between East and West or how to date the Trojan War: a study in Herodotus' in The ages of Homer: a tribute to Emily Townsend Vermeule ed. Jane B. Carter, Sarah P. Morris. Austin: University of Texas Press, 1995, pp. 139-148.